# Ford Aurora
Ford Aurora var en konceptbil framtagen av Ford och först uppvisad på New York World’s Fair 1964. Den har beskrivits som en futuristisk herrgårdsvagn.
Som konceptbilar var herrgårdsvagnar ovanliga. En av avsikterna med modellen var att erbjuda en ny sorts komfort vid längre körningar. Det främre passagerarsätet var en roterbar fåtölj som kunde vändas mot baksätet, som i sin tur var utformat som en bumerangformad soffa. Modellen kom aldrig ut på marknaden men interiörens utformning inspirerade det senare konceptet Aurora II.
Filmen År 2001 – ett rymdäventyrs producenter övervägde att använda Ford Aurora i filmen, men det blev inte av.